# Mike Feast
Mike Feast (nacido el 26 de mayo de 1988 en Bogotá, Colombia) es un productor de música electrónica, arreglista musical y Dj conocido por su estilo de producción épico con elementos sinfónicos. Su nombre artístico proviene del dimunitivo de su nombre Michael (Mike) y del inglés (Feast) fiesta, diversión que representa el estilo animado y alegre de su música.

## Biografía

### Sus Inicios
Desde su infancia y motivado por su gusto hacia la música italo disco decide dedicarse al ámbito artístico y así decide estudiar producción y empezar a realizar sus propios temas. Inspirado por el Dj Gigi D'Agostino empieza a producir sus propios temas y a definir su estilo, esto desde el año 2007.

### 2007: Primera Producción, Primer EP
En aquel año estrena su primera producción: Un remix de la canción Tower Of Dolls, en la que experimenta con el Goa Trance. Ese mismo año inicia una serie de sesiones musicales a las que denominó The Sessions y en las que afinaba sus técnicas musicales. Ese año lanza su EP Trip Of Night (Vision Dream) que contiene el tema homónimo en dos remezclas y dos canciones inéditas. La canción Trip Of Night está inspirada en el juego Castlevania Chronicles de PSOne.

### 2008:Radian SquareyBoreal Light - Album Promo
En 2008 su producción continua y crece. Ese año lanza la segunda parte de su primer EP, la cual denominó: Trip Of Night (When The Moon Rise The Sky). Este EP contiene cuatro remezclas de su anterior éxito Trip Of Night y se destaca por su primera incursión en la música Electro. Menos de un mes después de este lanzamiento, lanza en su cuenta oficial de Jamendo una compilación de tracks inéditos que podría considerarse como su primer "álbum". Esta producción se llamó: Radian Square - Compilation y contiene 10 tracks inéditos entre los cuales se destaca Touch The Sky (Doberan Mix) con sus trece minutos de duración. Acerca de este álbum, Mike Feast declaró:

"La compilación refleja mi sonido mas característico y propio cerca al renacimiento del estilo Italo dance. Inspirado en amor, melancolía, dulzura y paz."

Para la realización de este álbum, Mike Feast recurrió a algunos samples de voces libres provenientes de la página CCMixter y abarcó el uso de herramientas como procesadores de voz, condificadores y vocoding.
A finales de 2008, lanza un EP de seis pistas llamado Boreal Light - Album Promo con el objetivo de promocionar un próximo álbum, a lanzarse a mediados del próximo año.

### 2009:Walking On Boreal Light,Nova Shot StreamyDimension Estelar
En abril, un mes antes de lo prometido, Mike Feast lanza su nuevo álbum: Walking On Boreal Light. Este álbum contiene dos remezclas del tema Nova Shot Stream (único corte que había aparecido en el promo), cinco temas inéditos y un bonus track. Este álbum se destaca por sus personalidades musicales, una diferente en cada canción. En agosto de ese año lanza Nova Shot Stream en formato de maxisencillo, incluyendo la versión Extended Mix, cuatro remezclas, un track Ice Star (que había aparecido en el promo) y un bonus track. A final de año, lanza una nueva producción: Dimension Estelar, que contiene seis temas entre los que se encuentran Viaggio Triplex (Canción que apareció como bonus track en el maxisencillo Nova Shot Stream), que incluyó a petición de sus seguidores y Astro Orchestra (Antesala del que sería uno de sus éxitos).

### 2010:Magic CompilationyStronger Soul Of Light
El 2010 se caracteriza por el lanzamiento de su Magic compilation un lanzamiento dividido en dos partes con un total de 34 canciones entre las que se encuentran temas inéditos, remezclas de sus propias canciones y remezclas de otros artistas. También, en ese año, lanza su nuevo álbum Stronger Soul Of Light, producción de trece tracks entre los que se encuentran el sencillo Nova Shot Stream en su versión (Water Dragon Extended Soul Notes Rmx) y tres temas inéditos: Touch The Sky, Magic y Light.

### 2011: Perpetual Instint y Nuevo Álbum
En busca de proezas melódicas, Mike Feast inicia un podcast llamado: Perpetual Instint. En 2011 en su cuenta oficial de mixcloud empieza a ofrecer especiales cada fin de semana que algunas veces incluían temas inéditos. Ese año lanza un nuevo álbum de mismo nombre, que incluía doce temas entre los cuales destaca una versión mejorada de Astro Orchestra (denominada como Perpetual Instint Rmx) y una remezcla inédita Mountain de los hermanos Evancho.

### 2012:Space Dust
En 2012 inicia su carrera profesional independiente con el lanzamiento de su álbum Space Dust. En su cuenta inicial de Facebook anunció el lanzamiento de una nueva producción que prometía ser lo mejor de su carrera. Durante semanas la voz corrió y las expectativas aumentaron hasta que finalmente el 30 de agosto de ese año, Space Dust fue lanzado. Este álbum marcó una nueva dirección en su carrera debido a sus características: Fue el primer álbum de Mike Feast en ser vendido al público, y por lo tanto en tener Copyright. Hasta ese momento, su música se caracterizaba por seguir la consigna preestablecida en Jamendo de Música Libre o Copyleft y también, contó con el respaldo de profesionales en las áreas de mastering, producción y diseño gráfico (Prácticamente inexistentes en sus anteriores lanzamientos).
Space Dust contó con una edición digital disponible en su cuenta oficial de Bandcamp y una edición limitada en CD. Ambos lanzamientos fueron dobles, ya que el álbum cuenta con dos versiones: Una versión Standard y otra Gold. Las versiones se diferencian en los diseños de las carátulas y en el número de canciones: 13 para la Standard y 21 para la Gold. Ambos discos pueden comprarse a través de paypal y con fotografías y contenidos de los artistas colaboradores (en la edición Gold).
Este álbum incluye algunos de sus anteriores canciones, como Trip Of Night, Astro Orchestra y House Dark (renombrada como Dark House). Además contiene nuevos sencillos, como: Overboard, Sweet Star Brass y Basso fissarmonico. Mike Feast describió este lanzamiento como "La celebración de sus cinco años de músico". En la producción participaron: Mike Feast y Jean Paul Gutierrez (en aspectos de producción y masterización) y Shannon Hurley (como vocalista invitada en el sencillo Overboard).

###### 2013 - Actualidad
Hacia mediados de mayo de 2013, realiza una colaboración con DJ Sheezy creando un Lento Violento melódico, oscuro y melancólico, llamado Inconscio, cuya colaboración lo lleva a incluir esta canción en una compilación mezclada llamada Slowstyle Loops, esta vez en su tercera edición y con profesionales Dj's Italianos expertos en el género como una muestra simbólica del Lento Violento.
En 2014 debuta un remix de la popular canción de Joaquin Rodrigo, Concierto De Aranjuez y a su vez es puesto en venta a través de las tiendas digitales Beatport y Amazon, una remezcla que combina una línea de bajo y estilo de composición italo-dance de los años 2001 y arreglos con ensambles de violines y una guitarra acústica virtual que se mimetizó con todo el conjunto de sonidos electrónicos. Pese al receso que tuvo por años, nacen nuevos remixes de varios artistas y que en la actualidad siguen vigentes bajo la colaboración de varios artistas.

## Discografía
Álbumes de Estudio
- Walking On Boreal Light (2009)
- Stronger Soul Of Light (2010)
- Perpetual Instint (2011)
- Space Dust (2012)

Compilaciones
- Radian Square (2008)
- Magic Compilation (2010)
- Complementary Soul (2013)

EP
- Rocko Rittoco (2007)

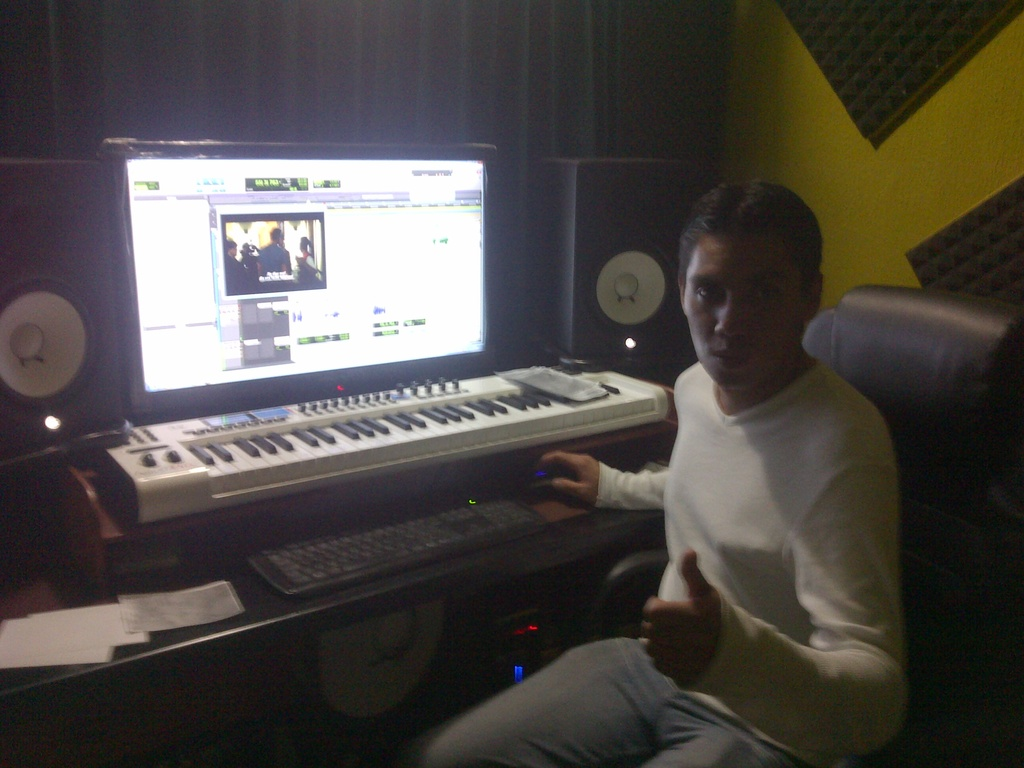
Mike Feast en su estudio de producción

- Trip Of Night (Vision Dream) (2007)
- Trip Of Night (When The Moon Rise The Sky) (2008)
- Boreal Light (Album Promo) (2008)
- Dimension Estelar (2009)

Sencillos
- Trip Of Night (2007)
- Ice Star (2008)
- Nova Shot Stream (2009)
- Touch The Sky (2010)
- Magic (2010)
- Light (2010)
- Astro Orchestra (2011)
- Overboard (2012)
- House Dark (2012)
- Basso Fissarmonico (2012)
- Borneo (2012)
- Feeling From The Past (2012)
- Long Travel Among The Sky (2012)
- Sounds Of Haven (2012)
- Sweet Star Brass (2013)
- Panis Angelicus (2013)